# Libnotes ladogensis
Libnotes ladogensis là một loài ruồi trong họ Limoniidae. Chúng phân bố ở miền Cổ bắc.